# Bornes

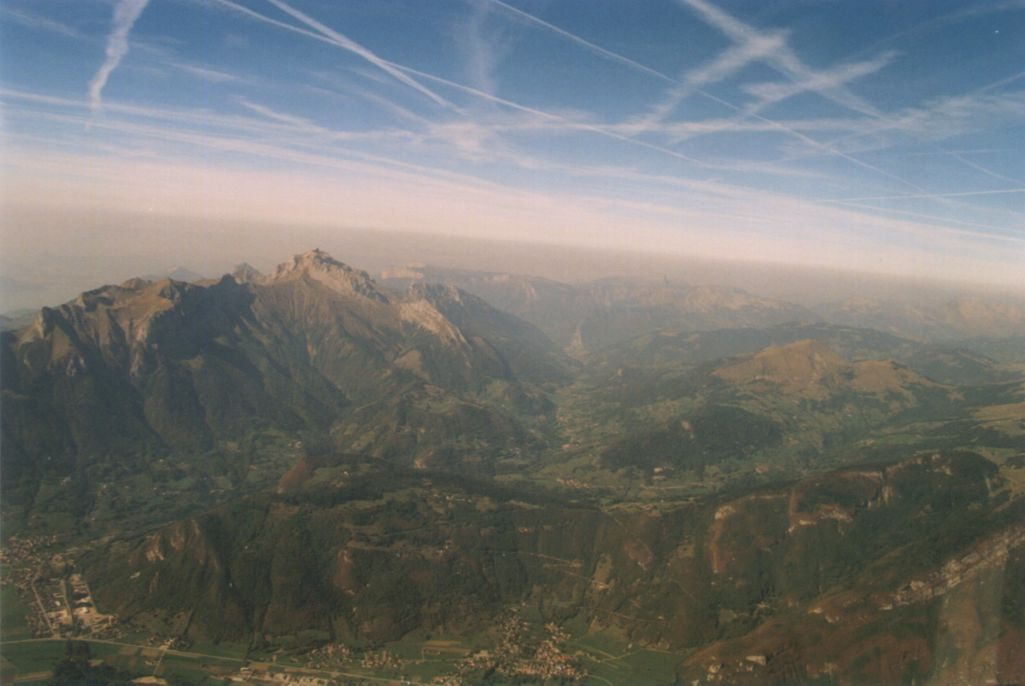
Bornesmassivet. Flygfoto från söder.

Bornes, som är ett  kalkrika bergsmassiv, ligger i Frankrike på Alpernas västra sida i departementet Haute-Savoie.
Bornes har 20 toppar som är högre än 2 000 meter varav Pointe Blanche är den högsta med sina 2 438 meter.